# Phyllomedusa sauvagii
Phyllomedusa sauvagii är en lövgroda från Sydamerika som förekommer i norra Argentina och Paraguay, samt i östra Bolivia och i de sydvästra delarna av delstaten Mato Grosso i Brasilien.
Den är en trädlevande art och dess habitat är en naturtyp som i Sydamerika kallas Chaco, vilken består av torra gräsmarker uppblandade med taggiga buskar och glesa skogar. Grodan lever upp till en höjd av 1 500 meters över havet. 
Fortplantningen sker under regnperioden. Hanarna lockar på honorna genom att frambringa särskilda lockläten om natten. Äggläggningen sker på så sätt att honan söker upp trädgrenar som hänger ut över en vattensamling, där hon viker ihop blad som ett slags näste för äggen. När äggen sedan kläcks faller grodynglen ner i vattnet.
Phyllomedusa sauvagii listas inte som hotad av IUCN men anses vara känslig för habitatförstörelse. Lokala hot mot artens populationer är exempelvis föroreningar av mark och vatten, eldsvådor och insamling för illegal handel.